# Schwebebahnstation Varresbecker Straße
| Varresbecker Straße | Varresbecker Straße        |
| ------------------- | -------------------------- |
|                     |                            |
| Eröffnung:          | 1. März 1901               |
| Neubau:             | 2003                       |
| Stadtteil:          | Elberfeld-West             |
| Lage:               | Wasserstrecke              |
| Anschrift:          | Friedrich-Ebert-Straße 341 |
| Stationsnummer:     | 6                          |
| Streckenkilometer:  | 3,6                        |
| Stützen:            | 131–132                    |
| Ehemaliger Name:    | Varresbeck Gasanstalt      |

Die Schwebebahnstation Varresbecker Straße  (früher nur Varresbeck) ist eine Station der Wuppertaler Schwebebahn im Stadtbezirk Elberfeld-West der Stadt Wuppertal. Sie liegt auf der Wasserstrecke zwischen den Schwebebahnstationen Zoo / Stadion (Richtung Vohwinkel) und Westende (Richtung Oberbarmen).
Im Zuge der Schwebebahnmodernisierung 2001 wurde die Station komplett neu errichtet.

## Lage

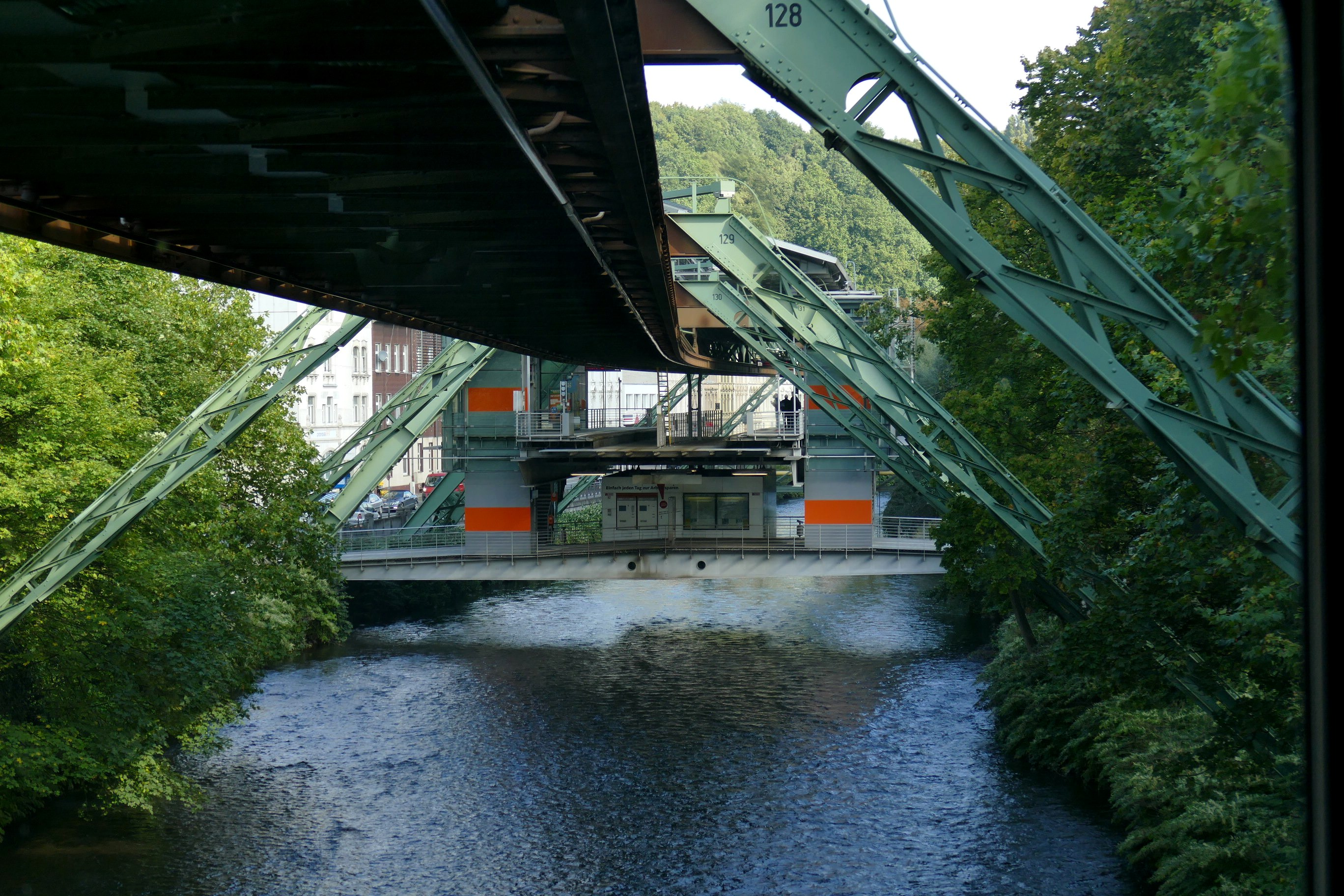
Auf der Wasserstrecke kurz vor Einfahrt in die Station (2015)

Die Haltestelle Varresbecker Straße befindet sich direkt an der Friedrich-Ebert-Straße (B 7). In der unmittelbaren Umgebung sind zudem der Westteil des Bayer Werkes und Teile der Wohngebiete Nützenberg und dem Zooviertel. Sie schließt an die Stadtteile Varresbeck und Kiesberg an.
Sie bildet mit den Stationen Westende, Pestalozzistraße und Robert-Daum-Platz eine Gruppe.

## Geschichte und Architektur
Die Station wurde am 1. März 1901 eröffnet.
Am 13. August 2001 waren die Modernisierungsmaßnahmen von den Kölner Architekten Jaspert und Steffens beendet. Wie bei den naheliegenden Stationen wurde der Holzbelag und das Satteldach behalten. Insgesamt wurden 32 Kubikmeter Beton, 271 Tonnen Stahl und 592 Quadratmeter Glas verbaut.

## Schwebebahn
| Linie | Verlauf | Takt    |
| ----- | --- | ------- |
| 60    | Vohwinkel Schwebebahn – Bruch – Hammerstein – Sonnborner Straße – Zoo/Stadion – Varresbecker Straße – Westende – Pestalozzistraße – Robert-Daum-Platz – Ohligsmühle/Stadthalle – Hauptbahnhof – Kluse – Landgericht – Völklinger Straße – Loher Brücke – Adlerbrücke – Alter Markt – Werther Brücke – Wupperfeld – Oberbarmen Bf | 3–5 min |

## Umsteigemöglichkeit
| Linie | Verlauf | Takt                                                                |
| ----- | --- | ------------------------------------------------------------------- |
| 600   | W-Vohwinkel Schwebebahn – W-Elberfeld, Varresbecker Straße – W-Elberfeld, Hauptbahnhof | 30 min (nur in den späten Abendstunden und eine Fahrt früh morgens) |
| 611   | W-Katernberg, Birkenhöhe Schleife – W-Elberfeld, Varresbecker Straße – W-Elberfeld, Hauptbahnhof – W-Barmen Bahnhof – W-Heckinghausen, Lenneper Straße                                                                                             | 20 min (NVZ, Sa+So 30 min)                                          |
| 629   | (W-Nützenberg, Rabenweg – W-Elberfeld, Varresbecker Straße -) W-Sonnborn, Sonnborner Straße – W-Sonnborn Bahnhof – W-Lüntenbeck, Ort | 60 min (in HVZ z. T. 15 min)                                        |
| NE1   | W-Elberfeld, Hauptbahnhof – W-Nützenberg, Kyhfhäuser Straße – W-Elberfeld, Varresbecker Straße – W-Vohwinkel Bahnhof – W-Vohwinkel, Obere Engelshöhe – W-Vohwinkel, Dasnöckel Mitte – W-Elberfeld, Varresbecker Straße – W-Elberfeld, Hauptbahnhof | 60 min (nur Sa–So Nacht)                                            |